# Huang Binhong

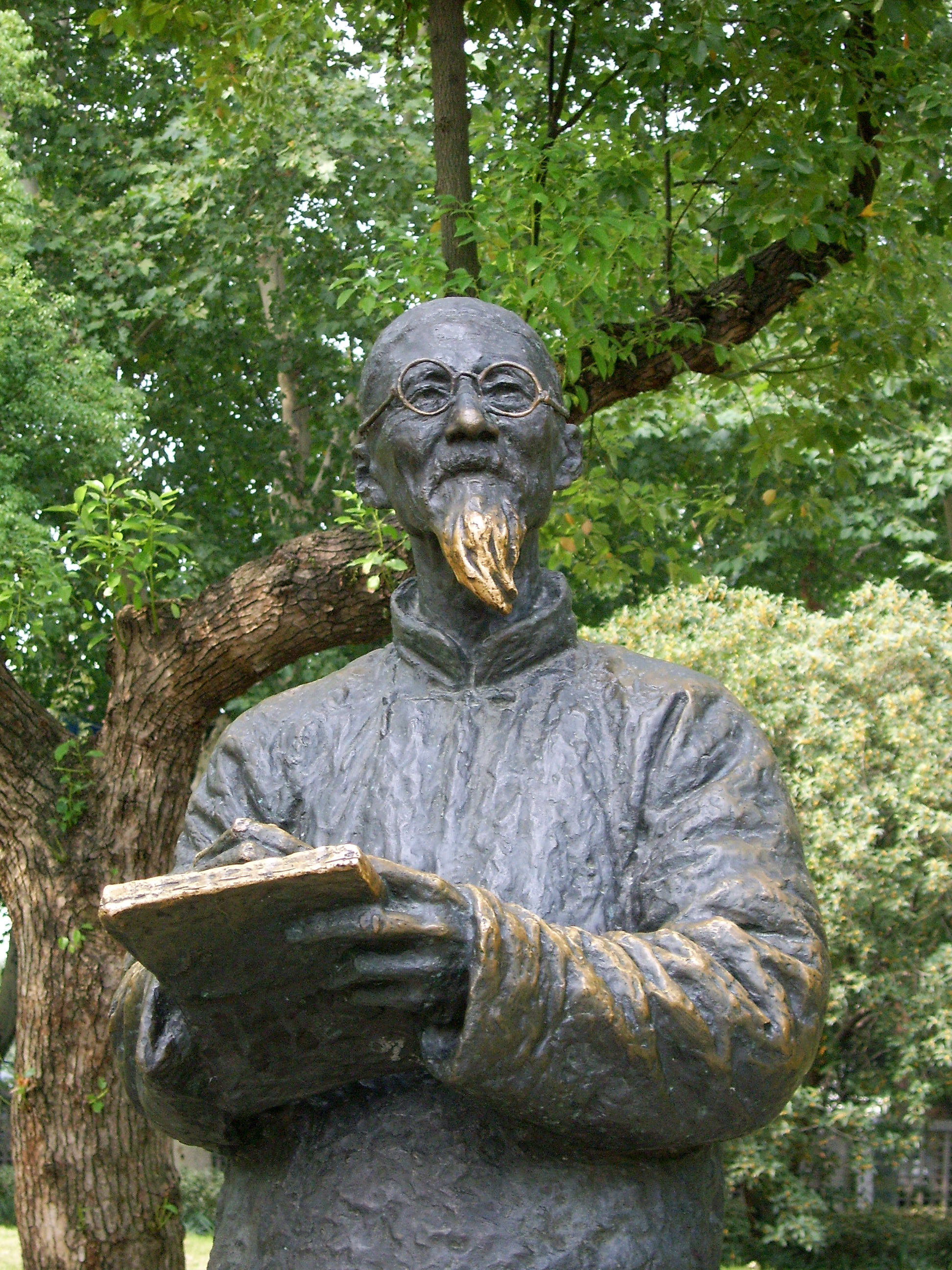
Pomnik Huang Binhonga nad Jeziorem Zachodnim w Hangzhou

Huang Binhong (chiń. upr. 黄宾虹; chiń. trad. 黃賓虹; pinyin Huáng Bīnghóng; ur. 27 stycznia 1865, zm. 25 marca 1955) – chiński malarz i krytyk sztuki.
Pochodził z prowincji Zhejiang, z dobrze sytuowanej rodziny kupieckiej o tradycjach artystycznych. W młodości otrzymał staranne wykształcenie klasyczne, studiując literaturę, malarstwo i kaligrafię. Następnie doskonalił się w sztuce malarskiej u boku mistrzów Chen Chunfana, Zheng Shana i Chen Chongguanga. Formalnej edukacji wymaganej dla ludzi z jego sfer nigdy nie ukończył, nie udało mu się zdać egzaminu urzędniczego. Związany z reformatorskim kręgiem Kang Youweia, przeciwnik rządów mandżurskich. W latach 1907–1937 mieszkał w Szanghaju, później przeprowadził się do Pekinu. Od 1948 roku mieszkał w Hangzhou, gdzie został wykładowcą na tamtejszej akademii sztuki. Poza malowaniem zajmował się kolekcjonerstwem, wydawaniem książek i czasopism oraz udzielaniem lekcji, a także wiele podróżował po Chinach.
Praktykował tradycyjne chińskie malarstwo pejzażowe tuszem, eksperymentując z awangardowymi technikami zaczerpniętymi z malarstwa zachodniego. Charakterystyczne dla jego obrazów jest nakładanie kilku warstw farby, co pozwalało mu uzyskiwać ostre kontrasty światłocieniowe.